# Malcolm X
El-Hajj Malik El-Shabazz (nacido Malcolm Little; Omaha, 19 de mayo de 1925-Nueva York, 21 de febrero de 1965), conocido como Malcolm X —la X representa el apellido desconocido de sus antepasados subsaharianos—, fue un orador, ministro religioso y activista estadounidense. Fue un defensor de los derechos humanos y de las libertades civiles de los afroestadounidenses; acusó duramente a los estadounidenses blancos de sus crímenes contra sus compatriotas negros. Sus detractores lo acusaron de predicar el racismo y la violencia. Ha sido descrito como una de las personas más influyentes en la historia de Estados Unidos y como uno de los líderes más importantes del movimiento por los derechos civiles.
Cuando Malcolm tenía seis años, su padre fue asesinado por su labor en defensa de los derechos de los trabajadores y su madre ingresó en un hospital psiquiátrico a causa de la locura producida por el hecho de que le quitaran la custodia de sus hijos. Después de vivir en una serie de casas de acogida, Malcolm X se involucró en el hampa de Boston y Nueva York, y en 1945 fue condenado a entre ocho y diez años de prisión. En la cárcel, Malcolm X se convirtió en miembro de la Nación del Islam y, tras su libertad condicional en 1952, se convirtió en ministro de dicha organización; durante casi una docena de años fue su cara pública, pero las tensiones entre él y Elijah Muhammad (líder de la Nación del Islam) llevaron a su salida de la organización en marzo de 1964.
Luego peregrinó a La Meca y se convirtió al sunismo. Viajó extensamente por toda África, Oriente Medio e incluso visitó la Unión Soviética. Esos viajes cambiaron su visión del mundo y de la lucha por las libertades civiles. Fundó la organización islámica Muslim Mosque, Inc. y la secular Organización de la Unidad Afroamericana. Menos de un año después de abandonar la Nación del Islam, Malcolm X fue asesinado en el Audubon Ballroom de Manhattan el 21 de febrero de 1965 por Thomas Hagan, miembro de la Nación del Islam, y dos hombres más, durante un discurso en una reunión de la Organización de la Unidad Afroamericana.

## Biografía

### Primeros años

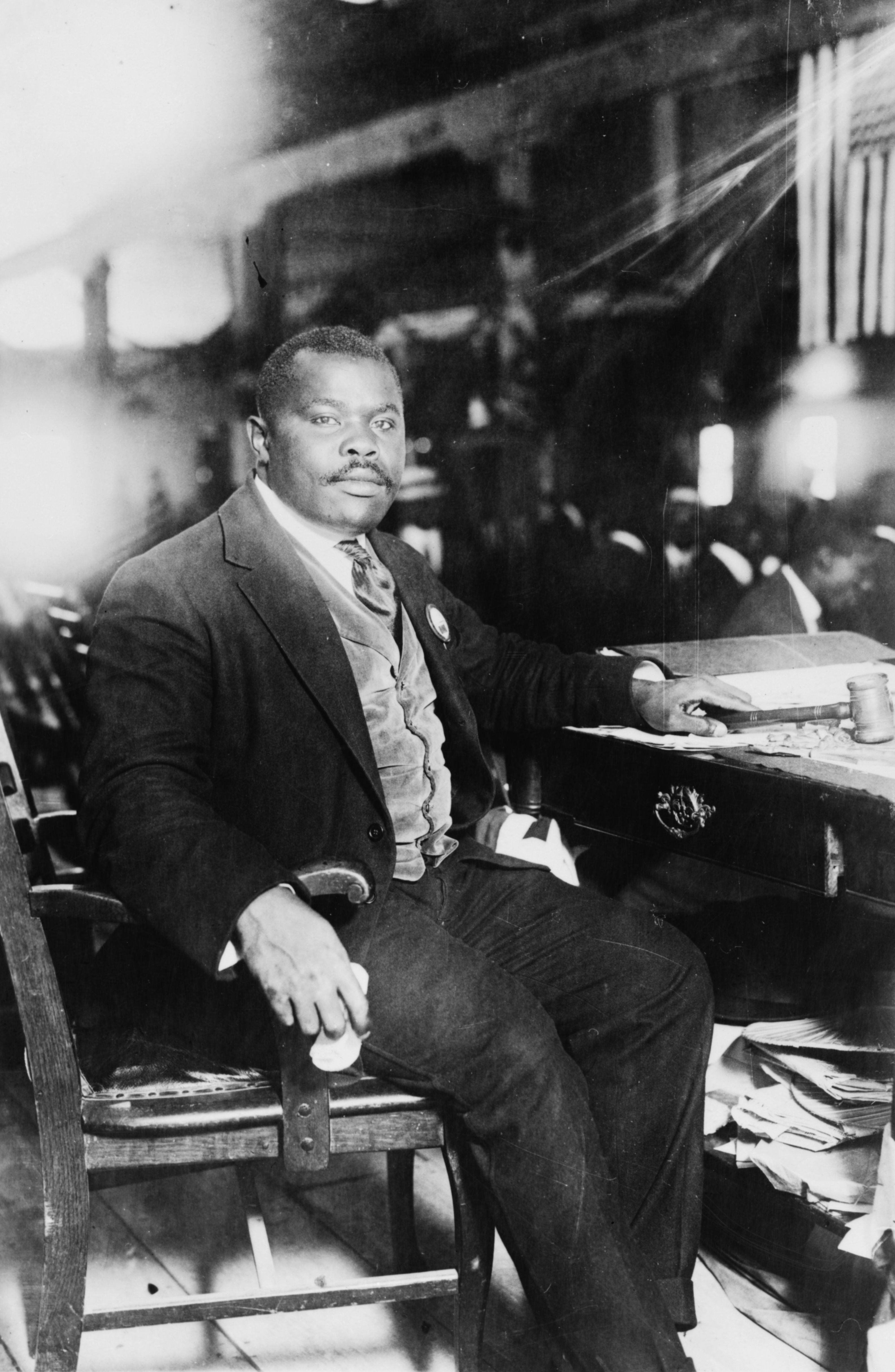
Marcus Garvey, fundador de la Asociación Universal de Desarrollo Negro y la Liga de Comunidades Africanas (UNIA). Earl Little, padre de Malcolm, fue el líder local de la UNIA.

Hijo de Louise Little, y de Earl Little, laico bautista seguidor de Marcus Garvey y líder local de la Asociación Universal de Desarrollo Negro y la Liga de Comunidades Africanas (UNIA, por sus siglas en inglés). Tres de los hermanos de Earl murieron a manos de hombres blancos, incluido uno que fue linchado.
Earl Little tuvo tres hijos (Ella, Mary y Earl Jr.) de un matrimonio anterior. De su segundo matrimonio engendró siete hijos, de los que Malcolm fue el cuarto. Los nombres de los hijos de Earl y Louise Little eran, por este orden, Wilfred (nacido en Pensilvania); Hilda, Philbert y Malcolm (todos nacidos en Nebraska); Reginald (nacido en Wisconsin); e Yvonne y Wesley (nacidos en Míchigan). Fruto de su relación sentimental con otro hombre, varios años después de la muerte de su marido, Louise tuvo un hijo más, llamado Robert Little.
En 1926, la familia se mudó a Milwaukee (Wisconsin), y más tarde a Lansing (Míchigan). En 1931, Earl Little fue atropellado por un tranvía en Lansing. Las autoridades dictaminaron que su muerte fue un accidente y la policía informó que Earl estaba consciente en el momento que ellos llegaron al lugar de los hechos y que, aparentemente, les dijo que había resbalado y caído bajo las ruedas del tranvía. En su autobiografía, Malcolm dijo que la comunidad negra cuestionó la causa de la muerte de su padre, y que su familia era acosada con frecuencia por la Black Legion, un grupo supremacista blanco al que Earl Little culpó del incendio de su casa en 1929. Algunas personas de raza negra creen que la Black Legion mató al padre de Malcolm. Se puso en duda que «se golpeara a sí mismo en la cabeza y que bajara al tranvía a través de las vías para ser atropellado».
Aunque su padre tuviera dos pólizas de seguro de vida, su madre únicamente recibió indemnizaciones de la póliza menor. Malcolm escribió que la compañía de seguros de la póliza mayor alegó que su padre se había suicidado. Louise Norton tuvo una crisis nerviosa y fue declarada legalmente insana en diciembre de 1938, por lo que sus hijos fueron separados y enviados a diferentes casas de acogida. Louise fue ingresada en el hospital psiquiátrico estatal en Kalamazoo, donde permaneció hasta que Malcolm y sus hermanos la sacaron veintiséis años después.
Malcolm era uno de los mejores estudiantes de su escuela secundaria, pero abandonó después de que un profesor de octavo grado le dijera que sus aspiraciones de ser abogado no eran «ningún objetivo realista para un negro». Tras recorrer una serie de casas de acogida, Malcolm se trasladó en febrero de 1941 a Boston (Massachusetts), para vivir con su media hermana mayor Ella Little Collins.

### Entrada en prisión

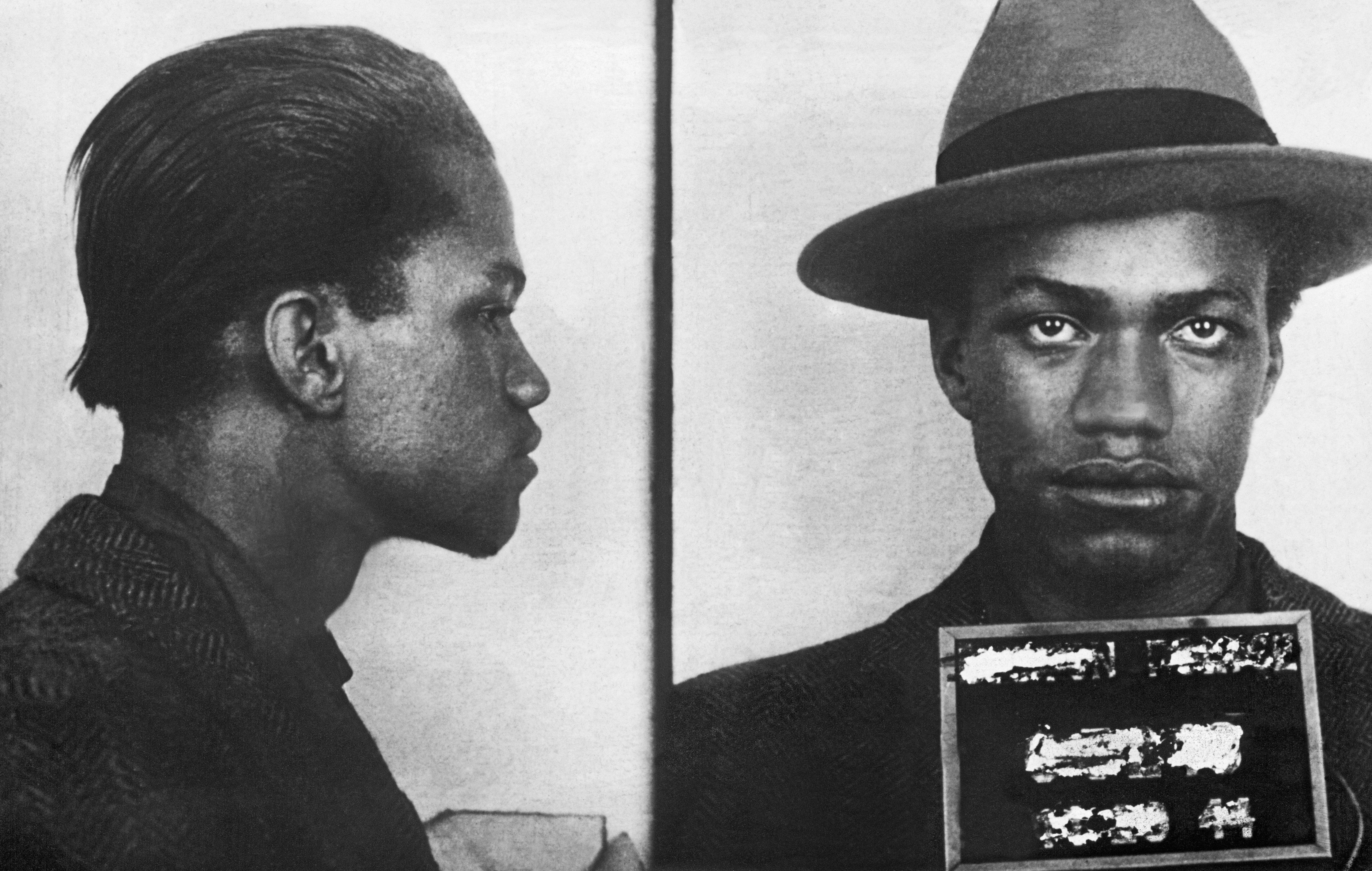
Foto de la ficha policial de Malcolm tras su detención en 1944.

En Boston, Malcolm tuvo varios empleos, entre ellos como  limpiabotas en una sala de baile de Lindy Hop. Inclusive, en su autobiografía menciona que en una ocasión abrillantó los zapatos de Duke Ellington y de otros notables músicos afroestadounidenses. Posteriormente encontró trabajo intermitente con el New Haven Railroad como repartidor de sándwiches. Gracias a ese empleo, tuvo la oportunidad de viajar a través del país, por lo que conoció Nueva York, la ciudad donde pronto residiría.   Dejó Boston para vivir una temporada en Flint (Míchigan), y en 1943 se mudó a Nueva York y se asentó en el barrio de Harlem. Comenzó trabajando como mesero en Small's Paradise, un célebre club de jazz del momento, donde conoció el estilo de vida de la calle. Malcolm se involucró en el narcotráfico a pequeña escala, las apuestas ilegales, el crimen organizado, el robo de casas y el proxenetismo. Por entonces era conocido como "Detroit Red".
Cuando Malcolm fue examinado en 1943 para el servicio militar, los médicos militares le clasificaron como "mentalmente incapacitado para el servicio militar". A finales de 1945 regresó a Boston y, con su novia del momento, Sophia, quien era de tez blanca, formó un grupo criminal con el que elaboró una serie de robos dirigidos a las residencias de familias blancas ricas de Boston. El 12 de enero de 1946 fue detenido por robo cuando recogía un reloj robado que dejó reparando en una joyería. El dueño de la tienda había llamado a la Policía porque le parecía que el reloj era demasiado caro para un residente de Roxbury. Malcolm dijo a la Policía que tenía un arma y se entregó para ser tratado con más indulgencia. Dos días después fue acusado de posesión de armas de fuego, y el 16 de enero fue acusado de hurto y allanamiento de morada. Recibió una condena de ocho a diez años en la prisión estatal de Massachusetts. Sin embargo, en su autobiografía, Malcolm sospecha que su condena se agravó por el simple hecho de haber cometido los robos con dos mujeres blancas. 
El 27 de febrero de 1946 comenzó a cumplir su condena en la prisión estatal de Massachusetts, en Charlestown. Mientras estaba en prisión, recibió el apodo de «Satán» por los ataques de rabia donde insultaba a la religión. En la cárcel, conoció a un hombre autodidacta llamado John Elton Bembry (mencionado como «Bimbi» en la autobiografía de Malcolm X), quien lo convenció para educarse a sí mismo. Malcolm desarrolló un apetito voraz por la lectura, leyendo la mayor parte de las ocasiones después de que las luces de la prisión se apagaran.
En 1948 su hermano Philbert le escribió hablándole sobre una organización denominada Nación del Islam. Malcolm no estaba interesado en unirse hasta que su hermano Reginald le escribió una carta en la que le decía: «Malcolm, no comas más carne de cerdo ni fumes más tabaco. Te mostraré como salir de la cárcel». Durante el resto de su condena, Malcolm mantuvo correspondencia regular con Elijah Muhammad, líder de los musulmanes negros, y comenzó a ser creyente de su filosofía.
En febrero de 1948, principalmente a través de los esfuerzos de su hermana, Malcolm fue trasladado a una cárcel experimental en Norfolk (Massachusetts), un complejo pedagógico que poseía una biblioteca muy extensa, donde consultó cientos de libros de no ficción. Para ampliar su vocabulario y mejorar su sintaxis, Malcolm llegó a transcribir un diccionario entero a mano. Más tarde reflexionó sobre su tiempo en la cárcel: «Pasaron meses en los que pensaba que no estaba encarcelado. De hecho, hasta entonces, nunca había sido tan verdaderamente libre en mi vida». El 7 de agosto de 1952, Malcolm recibió la libertad condicional y abandonó la cárcel.

### La Nación del Islam
En 1952, tras dejar la prisión, Malcolm visitó a Elijah Muhammad en Chicago. Entonces, como muchos miembros de la Nación del Islam, cambió su apellido a «X». Explicó su nombre diciendo: «la 'X' musulmana simboliza el verdadero apellido africano que él nunca podría conocer. Para mí, mi 'X' reemplaza el apellido del amo blanco, Little, que algún diablo de ojos azules llamado Little impuso a mis antepasados paternos».

Símbolo de la Nación del Islam, organización a la que perteneció Malcolm X hasta su marcha en 1964.

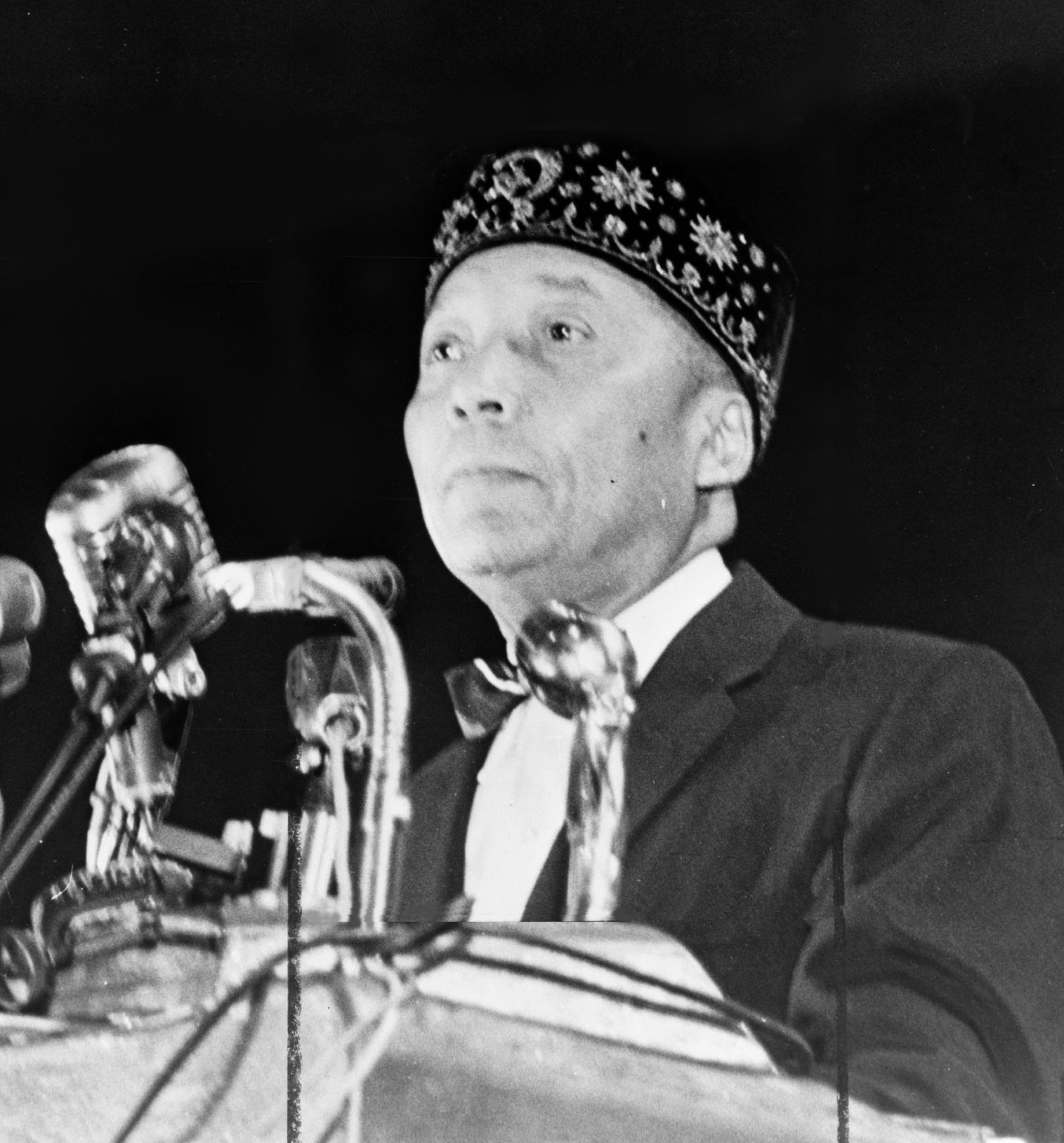
Elijah Muhammad fue el máximo responsable de la Nación del Islam desde 1934 hasta su muerte en 1975. Fue también un mentor y maestro de Malcolm X hasta que las diferencias entre ambos se tornaron irreconciliables.

El FBI abrió un archivo a Malcolm X en marzo de 1953 tras haberse autoproclamado como comunista. Pronto el FBI centró sus preocupaciones sobre la posible asociación del rápido ascenso de Malcolm en la Nación del Islam con el Partido Comunista de los Estados Unidos. En junio de 1953, Malcolm X fue nombrado asistente del ministro del Templo Número Uno de la Nación del Islam en Detroit. A finales de año, fundó el Templo Número Once en Boston y en marzo de 1954, amplió el Templo Número Doce en Filadelfia (Pensilvania). Dos meses más tarde fue elegido para dirigir el Templo Número Siete en Harlem y rápidamente amplió sus afiliados. Tras una emisión de televisión en la ciudad de Nueva York acerca de la Nación del Islam en 1959, El Odio Que Produce El Odio, Malcolm X se dio a conocer a un público mucho más amplio. Los representantes de los medios de comunicación impresos, la radio y la televisión frecuentemente pedían su opinión sobre cuestiones y asuntos. También fue tratado como un portavoz por periodistas de otros países.
Malcolm X criticó la marcha en Washington de 1963, llamándola "la farsa en Washington". Dijo que no sabía por qué la gente negra se entusiasmaba tanto por una manifestación "dirigida por los blancos frente a una estatua de un presidente que lleva muerto un centenar de años y al que no le gustábamos cuando estaba vivo".
Desde su adopción de la Nación del Islam en 1952 hasta que abandonó la organización en 1964, Malcolm X promovió las enseñanzas de la Nación. Se refirió a los blancos como "diablos" creados en un programa equivocado por científicos negros y predijo el inevitable e inminente regreso de los negros a su lugar natural, en lo alto del orden social.
Malcolm X ha sido extensamente considerado el segundo líder más influyente del movimiento después de Elijah Muhammad. Se le acredita en gran parte el aumento de afiliados a la Nación del Islam de 500 en 1952 a 25 000 en 1963, e inspiró al boxeador Cassius Clay (posteriormente conocido como Muhammad Ali) a unirse a la organización. Más tarde, tanto Ali como Malcolm X abandonaron la Nación del Islam.

### Matrimonio y familia
En 1958, Malcolm X se casó con Betty Shabazz (1934-1997) en Lansing. Fueron amigos durante un año, aunque Betty sospechaba que él estaba interesado en el matrimonio. Un día Malcolm la llamó y le pidió que se casara con él.
La pareja tuvo seis hijas. Sus nombres son Attallah, nacida en 1958 y nombrada así por Atila; Qubilah, nacida en 1960 y llamada así en honor a Kublai Kan; Ilyasah, nacida en 1962 y llamada así por Elijah Muhammad; Gamilah Lumumba, nacida en 1964 y nombrada en homenaje a Patrice Lumumba; y las gemelas Malaak y Malikah, nacidas en 1965, tras el asesinato de su padre y nombradas por él.

### Reunión con Fidel Castro y otros líderes del mundo
En septiembre de 1960, Fidel Castro llegó a Nueva York para asistir a la reunión de la Asamblea General de las Naciones Unidas. En vez de hospedarse en un hotel exclusivo y de alta categoría, se hospedó en el económico Hotel Theresa en Harlem. Malcolm fue un miembro prominente del comité de Harlem encargado de dar la bienvenida a Fidel Castro y a otros líderes del mundo que se encontraban con él. Castro estaba tan impresionado por Malcolm X que solicitó una reunión privada con él.
Durante la reunión de la Asamblea General, Malcolm X también fue invitado a muchas recepciones oficiales de embajadas de naciones africanas, donde se reunió con muchos jefes de Estado y otros dirigentes, incluidos Gamal Abdel Nasser de Egipto, Ahmed Sékou Touré de Guinea y Kenneth Kaunda del Congreso Nacional Africano de Zambia.

### Abandono de la Nación del Islam
A principios de 1963, Malcolm X comenzó a colaborar con Alex Haley en la Autobiografía de Malcolm X, aunque el libro no estaba acabado cuando fue asesinado en 1965. Haley lo completó y fue publicado a finales de ese año. El 1 de diciembre de 1963, cuando le preguntaron acerca del asesinato del presidente John F. Kennedy, Malcolm dijo que fue un caso de «los pollos que vuelven a casa a dormir». Además agregó que «cuando los pollos regresan a casa a dormir no me siento triste, siempre me alegro». Describió el asesinato de Patrice Lumumba, el del activista de los derechos civiles Medgar Evers, y el atentado de la Iglesia Bautista de la Calle 16.ª en Birmingham (Alabama), como algunos de los pollos que habían llegado a casa a dormir.
Los comentarios de Malcolm X provocaron una protesta pública generalizada. La Nación del Islam, que había emitido un mensaje de condolencia a la familia Kennedy y ordenó a sus ministros no hacer comentarios sobre el asesinato, censuró públicamente a X. Aunque Malcolm X mantuvo su puesto y rango de ministro, se le prohibió hablar en público durante noventa días.
El 8 de marzo de 1964, Malcolm X anunció públicamente su ruptura con la Nación del Islam. Dijo que aún era musulmán, pero que la Nación había llegado «lo más lejos posible», debido a sus rígidas enseñanzas religiosas. Malcolm X anunció que iba a hacer una organización nacionalista negra que intentara «aumentar la conciencia política» de los afroestadounidenses. También expresó su deseo de trabajar con otros líderes de derechos civiles y dijo que Elijah Muhammad le había impedido hacerlo en el pasado.

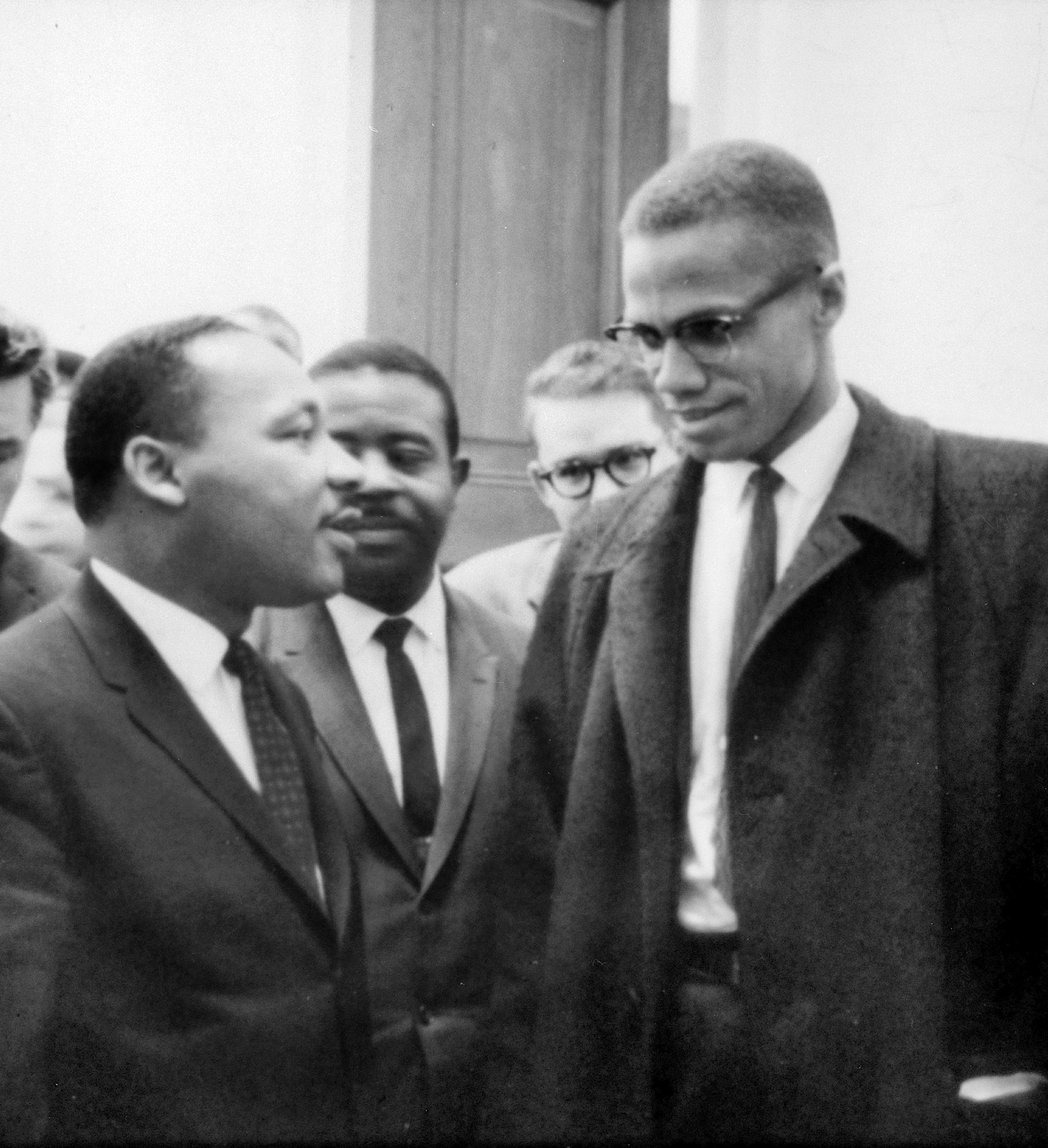
Martin Luther King y Malcolm X el 26 de marzo de 1964.

En su autobiografía, Malcolm X dijo que una de las razones de la ruptura fue la creciente tensión entre él y Elijah Muhammad debido a su consternación ante los rumores de aventuras extramaritales de Muhammad con jóvenes secretarias. Estas acciones iban en contra de las enseñanzas de la Nación. Aunque en un principio Malcolm no hiciera caso de los rumores, habló con el hijo de Muhammad y con las mujeres que hicieron las acusaciones. Llegó a creer que era verdad y el propio Muhammad confirmó los rumores en 1963. Muhammad trató de justificar sus acciones, haciendo referencia a los precedentes de los profetas bíblicos.
Otra razón fue la envidia, ya que Malcolm X se había convertido en el favorito de los medios de comunicación, y muchos en la sede de la Nación en Chicago sintieron que ensombrecía en exceso a Muhammad. El libro de Louis Lomax sobre la Nación del Islam de 1963, titulado Cuando se da la palabra, incluyó una foto de Malcolm X en la portada y cinco de sus discursos, pero solo una de Muhammad, lo que molestó mucho a este. Muhammad también sintió celos porque el editor estaba interesado en la autobiografía de Malcolm X.
Tras abandonar la Nación del Islam, Malcolm X fundó la Muslim Mosque, Inc., una organización religiosa, y la Organización de la Unidad Afroamericana, un grupo secular que aboga por el nacionalismo negro. El 26 de marzo de 1964, se reunió con Martin Luther King Jr. en Washington D. C. tras una rueda de prensa que continuó con ambos asistiendo al discurso sobre la ley de los Derechos Civiles en el Senado. Ésta fue la única vez que coincidieron, y su reunión duró solo un minuto, tiempo suficiente para que los fotógrafos captaran una instantánea del momento.
En abril, Malcolm X pronunció un discurso titulado «El voto o la bala» en el que aconseja los afroestadounidenses a ejercer su derecho al voto sabiamente. Varios musulmanes sunitas alentaron a Malcolm X a aprender sobre el islam. Pronto se convirtió al sunismo, y decidió hacer su peregrinación a La Meca.

#### Peregrinación a La Meca
El 13 de abril de 1964, Malcolm X partió del Aeropuerto Internacional John F. Kennedy en Nueva York en dirección a Yida, en Arabia Saudí. Su estatus como auténtico musulmán fue cuestionado por las autoridades saudíes a causa de su pasaporte estadounidense y su desconocimiento del idioma árabe. Dado que solo se permite a musulmanes ingresar en La Meca, fue separado de su grupo y pasó a solas unas veinte horas vistiendo el ihram, tradicional prenda de vestir de dos piezas sin coser que cubre el cuerpo.
Según su autobiografía, Malcolm X vio un teléfono y recordó el libro El Mensaje Eterno de Muhammad de Abdul Rahman Hassan Azzam, que le había sido obsequiado con su visado de aprobación. Malcolm llamó al hijo de Azzam, quien tramitó su puesta en marcha. En la casa del joven Azzam, se reunió con Azzam Pasha, quien dio a Malcolm su suite en el Hotel Palace de Yida. A la mañana siguiente, Muhammad Faisal, hijo del príncipe Faisal, visitó e informó a Malcolm X de que iba a ser un huésped de estado. El subdelegado de protocolo acompañó a Malcolm al Tribunal del Hajj, donde se le permitió hacer su peregrinación.
El 19 de abril, Malcolm X concluyó el Hajj, dando las siete vueltas alrededor de la Kaaba, bebiendo del Pozo de Zamzam y corriendo siete veces a través de las colinas de Al-Safa y Al-Marwah. Según su autobiografía, este viaje le permitió ver a los musulmanes de diferentes razas que interaccionan como iguales y llegó a creer que el islam puede superar los problemas raciales.

### Viajes internacionales

#### África
Malcolm X visitó África en tres ocasiones distintas, una en 1959 y dos en 1964. Durante sus visitas, se reunió con funcionarios, concedió entrevistas a periódicos, y habló en la radio y la televisión en Egipto, Etiopía, Tanganyika (ahora Tanzania), Nigeria, Ghana, Guinea, Sudán, Senegal, Liberia, Argelia y Marruecos. Kwame Nkrumah de Ghana, Gamal Abdel Nasser de Egipto, y Ahmed Ben Bella de Argelia invitaron a Malcolm X a servir en sus gobiernos.
En 1959, viajó a Egipto (entonces conocida como la República Árabe Unida), Sudán, Nigeria y Ghana para organizar una gira en honor a Elijah Muhammad.
El primero de los dos viajes de Malcolm X a África en 1964 se prolongó desde el 13 de abril hasta el 21 de mayo, antes y después de su peregrinación a La Meca. El 8 de mayo, tras su discurso en la Universidad de Ibadán, fue distinguido como miembro honorario de la Asociación de Estudiantes Musulmanes Nigerianos. Durante este recibimiento los estudiantes le otorgaron el nombre de "Omowale", que significa "el hijo que ha llegado a casa" en el idioma yoruba. Malcolm X escribió en su autobiografía que "nunca recibió un honor tan preciado".
El 9 de julio de 1964, regresó a África, y el 17 de julio fue bienvenido en la segunda reunión de la Organización para la Unidad Africana en El Cairo como representante de la Organización para la Unidad Afroamericana. En el momento en que regresó a los Estados Unidos el 24 de noviembre de 1964, Malcolm se había reunido con cada uno de los líderes destacados de África y estableció una conexión internacional entre los africanos en el continente y los de la diáspora.
Sobre estas visitas a África cabe destacar la anécdota que él mismo contaba sobre una charla que mantuvo con el embajador argelino en Ghana en mayo de 1964 en la que al referirse Malcolm a su filosofía política, social y económica y decirle al embajador que ésta era el nacionalismo negro, este le preguntó con total franqueza:«bien, pero, entonces, ¿dónde me deja a mí? ¿Dónde deja a los revolucionarios musulmanes de Egipto, de Irak o Mauritania?». Obligado a elegir entre África y la negritud al principio en un principio se quedó con "toda" África. No pudo pues mantener los tres pilares que constituían el espíritu revolucionario: ser musulmán, un africano trasplantado y ser negro.

#### Reino Unido
El 23 de noviembre de 1964, en su camino hacia Estados Unidos desde África, Malcolm X se detuvo en París, donde habló en la Sala de la Mutualidad. Una semana después, el 30 de noviembre, viajó al Reino Unido, donde participó en un debate en la Unión de Oxford el 3 de diciembre. El tema del debate fue «El extremismo en la defensa de la libertad no es un vicio; la moderación en la búsqueda de la justicia no es la virtud». El interés en el debate fue tan elevado que fue televisado a nivel nacional por la BBC.
El 5 de febrero de 1965, Malcolm X regresó a Europa. El 8 de febrero habló en Londres, antes de la primera reunión del Consejo de Organizaciones Africanas. Malcolm X trató de ir a Francia el 9 de febrero, pero se le negó la entrada. El 12 de febrero visitó Smethwick, cerca de Birmingham, lugar que se había convertido en un sinónimo de la división racial después de las elecciones generales de 1964, cuando el Partido Conservador obtuvo el escaño parlamentario tras los rumores de que sus candidatos partidarios utilizaron el eslogan «Si quieres un negro de vecino, vota al Partido Laborista».

### Regreso a Estados Unidos

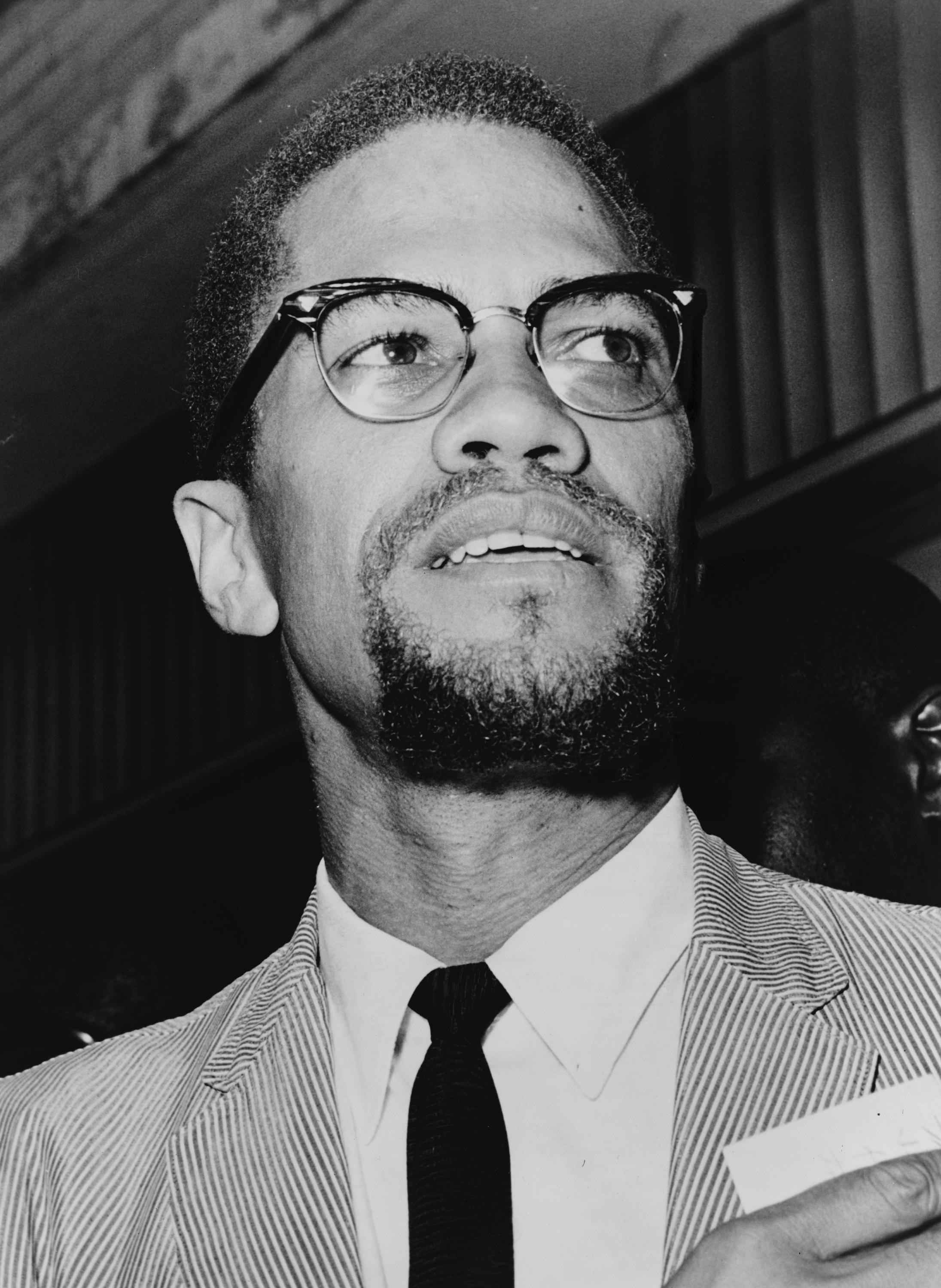
Malcolm X en 1964.

Después de abandonar la Nación del Islam, Malcolm X habló ante una amplia variedad de público en los Estados Unidos, además de en reuniones de la Muslim Mosque, Inc. y de la Organización de la Unidad Afroamericana. Fue uno de los oradores más solicitados en los campus universitarios, y uno de sus asesores principales subrayó que aprovecha cada oportunidad para hablar con los estudiantes universitarios". Malcolm X también habló ante partidos políticos como el Partido Socialista de los Trabajadores.
Las tensiones entre Malcolm X y la Nación del Islam aumentaron. Ya en febrero de 1964, un miembro del Templo Número Siete había dado órdenes por parte de la Nación del Islam de conectar explosivos en el coche de Malcolm X. El 20 de marzo de 1964, Life publicó una fotografía de Malcolm portando una carabina M1 mientras miraba por una ventana. La imagen intentaba mostrar su decisión de defenderse a sí mismo y a su familia ante las amenazas de muerte que recibía.

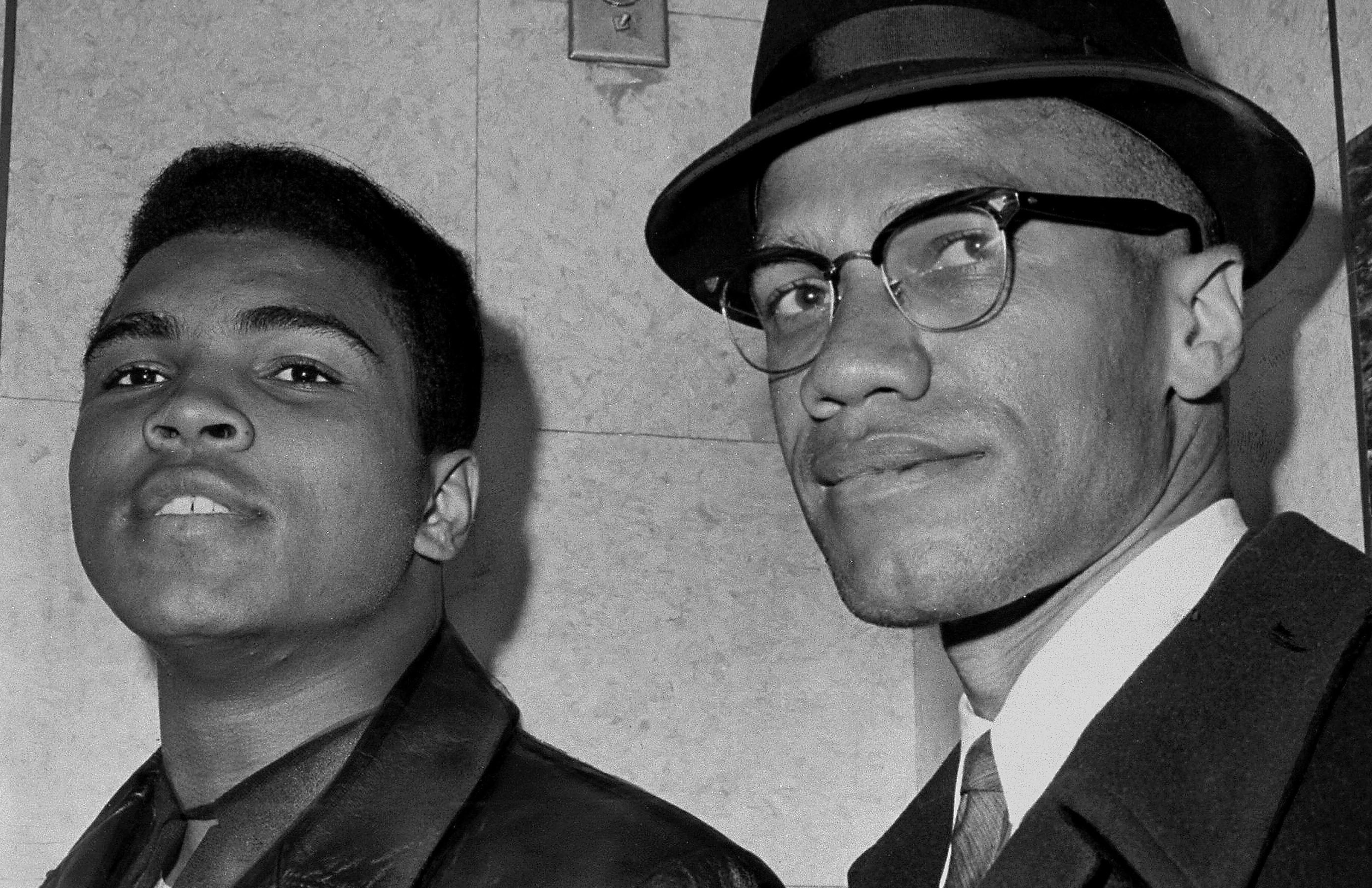
Muhammad Ali con Malcolm X quienes mantuvieron una amistad a lo largo de su vida

La Nación del Islam y sus dirigentes comenzaron a amenazar a Malcolm X, tanto en privado como en público. El 23 de marzo de 1964, Elijah Muhammad le dijo a Louis X (ministro de Boston y más tarde conocido como Louis Farrakhan) que hipócritas como Malcolm X deberían tener «la cabeza cortada». La edición del 10 de abril del periódico Muhammad Speaks incluía una caricatura de la cabeza de Malcolm X cortada y rebotando contra el suelo. El 9 de julio, John Ali, uno de los principales asesores de Muhammad, respondió a una pregunta sobre Malcolm X diciendo que «cualquiera que se oponga al Honorable Elijah Muhammad pone en peligro su vida». El 4 de diciembre figuró un artículo en el Muhammad Speaks de Louis X en el que hablaba en contra de Malcolm X y en el que declaraba que «un hombre como Malcolm es digno de muerte».
Algunas amenazas fueron hechas de manera anónima, y durante el mes de junio de 1964, la vigilancia del FBI registró dos amenazas. El 8 de junio, un hombre llamó a la casa de Malcolm y dijo a su mujer que "dicen de él que es bueno como hombre muerto". El 12 de junio, un informante del FBI informó haber recibido una llamada telefónica anónima de alguien que dijo que «Malcolm X va a ser liquidado».
En junio de 1964, la Nación del Islam puso una demanda reclamando la vivienda de Malcolm X en Queens (Nueva York). La demanda fue un éxito y Malcolm X recibió la orden de desocupar la casa. El 14 de febrero de 1965, la noche antes de una audiencia programada para aplazar la fecha de desalojo, la casa fue incendiada. Malcolm X y su familia sobrevivieron y nadie fue acusado de ningún delito.

## Asesinato

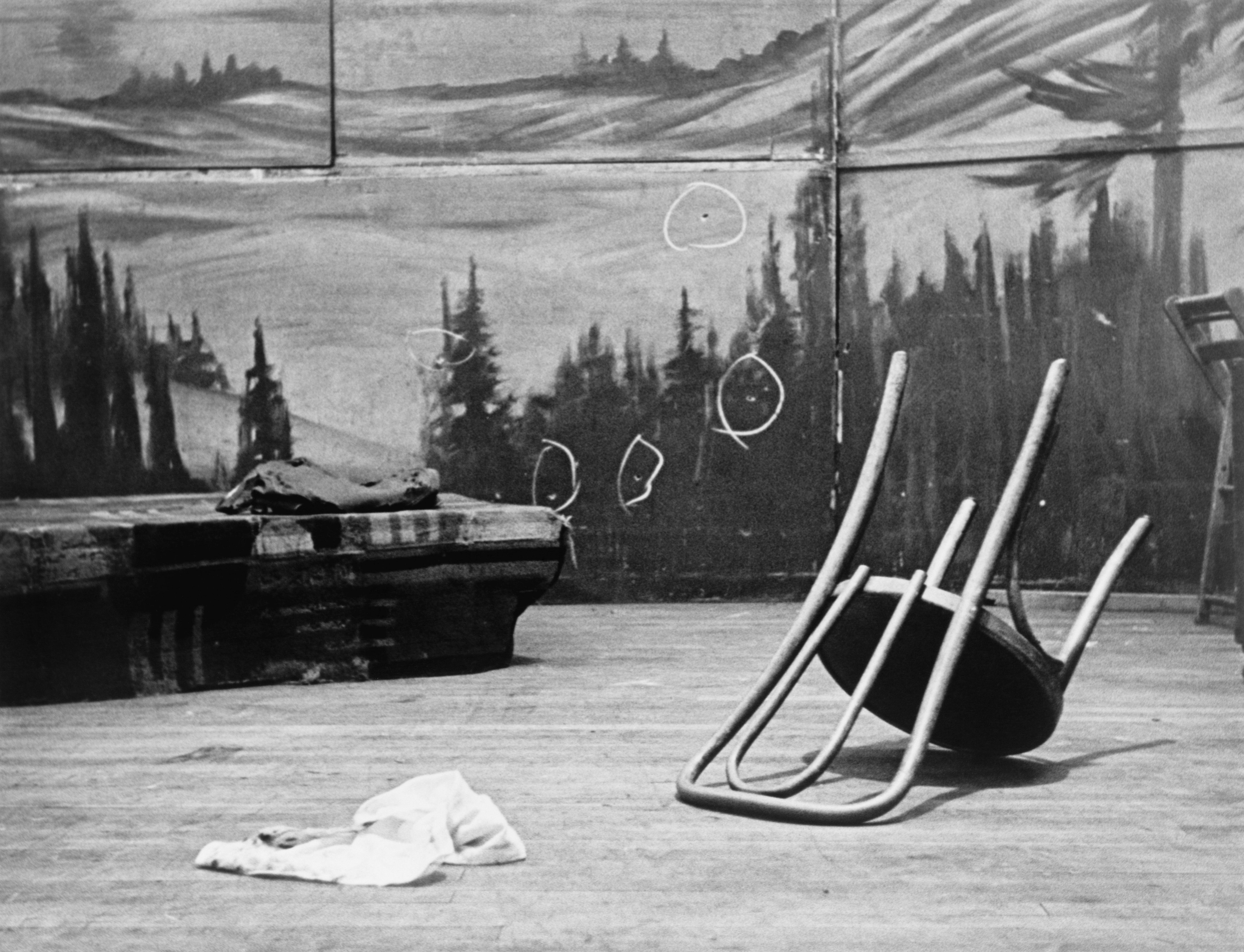
Escenario en el que Malcolm X fue asesinado.

El 21 de febrero de 1965, en el Audubon Ballroom de Manhattan, Malcolm X comenzó a hablar en una reunión de la Organización de la Unidad Afroamericana, cuando estalló un alboroto entre la multitud. Un hombre gritó: «¡Negro!, quita las manos de mi bolsillo». Los guardaespaldas de Malcolm acudieron para ver lo que ocurría mientras que otro hombre disparaba en el pecho a Malcolm con una escopeta recortada. Junto a otras dos personas le dispararon dieciséis veces. Uno de los asesinos fue capturado y golpeado por la muchedumbre, pero los demás lograron escapar. Malcolm X fue declarado muerto poco después de llegar al Centro Médico de la Universidad de Columbia.
Talmadge Hayer, un musulmán negro también conocido como Thomas Hagan, fue detenido en el momento. Los testigos identificaron dos sospechosos más, Norman 3X Butler y Thomas 15X Johnson, también miembros de la Nación del Islam. La ciudad cargó contra los tres hombres acusados en el caso. En un primer momento Hayer negó toda participación, pero durante el juicio, confesó haber disparado a Malcolm X en el cuerpo, y declaró que Butler y Johnson no estuvieron presentes y no participaron en el asesinato, pero se negó a nombrar a los hombres que se habían unido a él en el tiroteo. Sin embargo, los tres hombres fueron condenados.
En 1977 y 1978, Hayer presentó dos actas notariales en las que reafirmaba su declaración de que Butler y Johnson no participaron en el asesinato. En sus declaraciones juradas, Hayer nombró a cuatro hombres, todos ellos miembros de la Nación del Islam del Templo Número 25 de Newark, que participaron con él en el crimen. Hayer afirmó que un hombre, posteriormente identificado como Wilbur McKinley, gritó y arrojó una bomba de humo para crear distracción. Hayer dijo que otro hombre, posteriormente identificado como William Bradley, tenía una escopeta y fue el primero en abrir fuego contra Malcolm X tras la distracción. Hayer afirmó que él y más tarde un hombre identificado como Leon David, ambos armados con pistolas, dispararon a Malcolm X inmediatamente después de la explosión de la escopeta. Hayer también dice que un quinto hombre, identificado más tarde como Benjamin Thomas, participó en la conspiración. Las declaraciones de Hayer no convencieron a las autoridades a reabrir la investigación del asesinato.
Butler, hoy conocido como Muhammad Abdul Aziz, recibió la libertad condicional en 1985 y se convirtió en el jefe de la mezquita de Harlem de la Nación del Islam en Harlem Nueva York en 1998, y siguió manteniendo su inocencia. Johnson, ahora conocido como Khalil Islam, fue puesto en libertad en 1987. Durante su tiempo en prisión, rechazó las enseñanzas de la Nación del Islam y se convirtió al sunismo, mantuvo su inocencia hasta su muerte en agosto de 2009. Thomas Hagan fue puesto en libertad condicional el 27 de abril de 2010 tras pasar 44 años en prisión.
En 2021, Muhammad Abdul Aziz y Khalil Islam (antes Norman 3X Butler y Thomas 15X Johnson) fueron exonerados de sus condenas por asesinato después de que en febrero de 2020, a través de Netflix, Abdur-Rahman Muhammad presentara su propia investigación bajo el título: ¿Quién mató a Malcom X? y encontrara que el FBI y el Departamento de Policía de Nueva York retuvieron evidencias claves durante el juicio.

#### Funeral

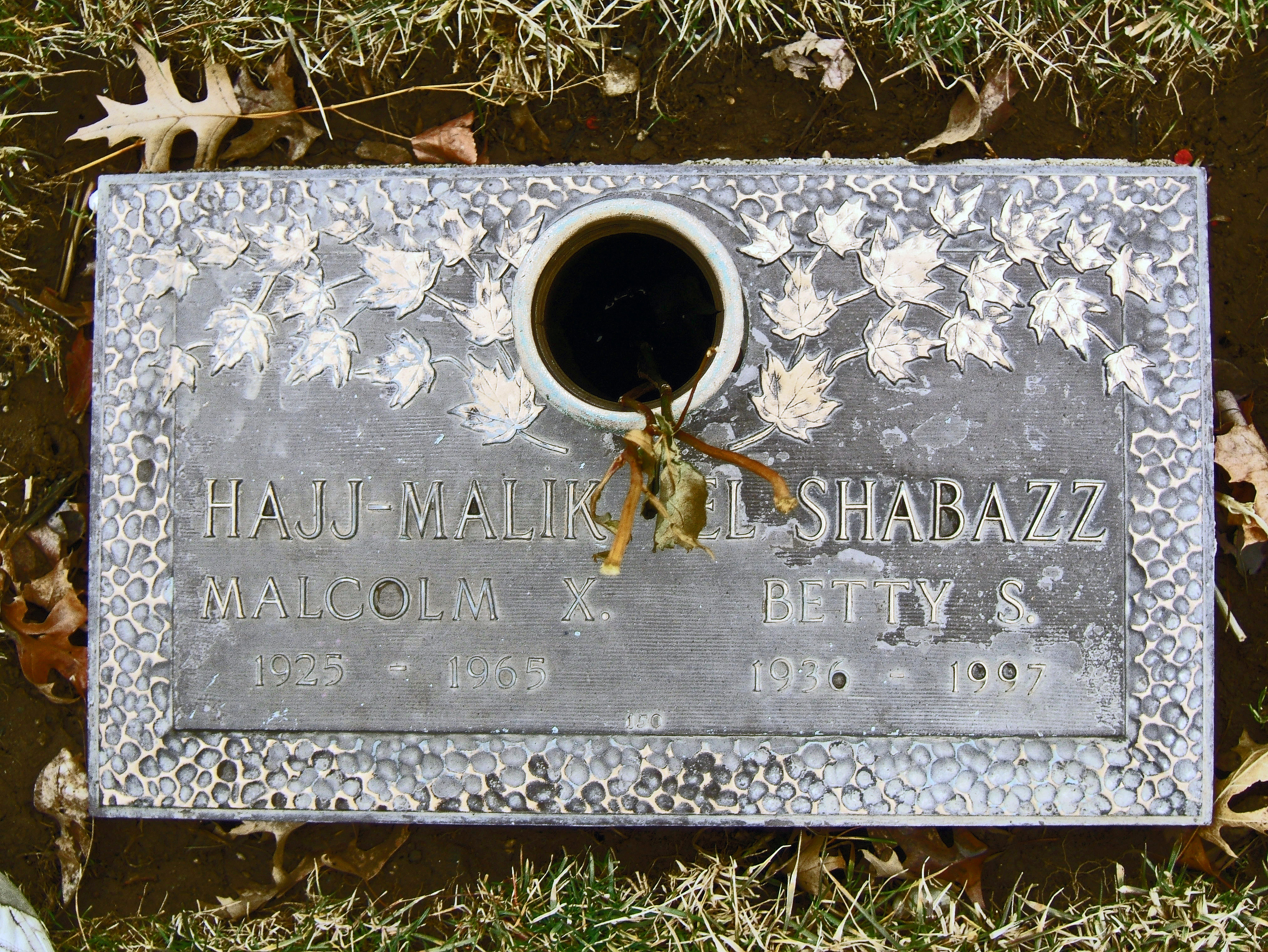
Malcolm X está enterrado en el Cementerio Ferncliff.

El número de personas que acudieron a la Unidad Funeraria de Harlem del 23 al 26 de febrero de 1965 se estimó entre 14 000 y 30 000. El funeral de Malcolm X se celebró el 27 de febrero en el Templo de la Fe, en la Iglesia de Dios en Cristo, en Harlem. La iglesia tenía una capacidad para más de 1000 personas, y además se colocaron altavoces fuera del templo y un canal de televisión local emitió en directo el funeral.
Líderes de los derechos civiles como John Lewis, Bayard Rustin, James Forman, James Farmer, Jesse Gray y Andrew Young estuvieron presentes, además del actor y activista Ossie Davis, quien pronunció el elogio, describiéndole como «nuestro brillante príncipe negro».
Aquí, en esta hora final, en este lugar tranquilo, Harlem ha venido a despedirse de una de sus más brillantes esperanzas, que ahora ha sido extinguida, que nos ha sido arrebatada para siempre. En toda su historia, esta asediada, desgraciada, pero sin embargo, orgullosa comunidad, jamás había tenido a un joven campeón más valiente que este afroestadounidense que yace ante nosotros y sigue invicto. Y repetiré la palabra como él querría que lo hiciese: afroestadounidenses. Malcolm era afroestadounidense. Malcolm había dejado de ser negro años atrás. Se había convertido en una palabra demasiado pequeña, demasiado débil e insignificante para él. Malcolm era más grande que eso. Malcolm se había convertido en un afroestadounidense y deseaba desesperadamente que nosotros, que todo su pueblo, nos convirtiésemos también en afroestadounidenses.

Aún existen quienes siguen considerando que es su deber, como amigos del "pueblo negro", decirnos que le repudiemos, que huyamos aún de la presencia de su recuerdo, para salvarnos a nosotros mismos borrándole de la historia de nuestros tiempos turbulentos. Y nosotros sonreiremos. Ellos dirán que estaba lleno de odio, un fanático, un racista que solo podía traer el mal a la causa por la que lucháis. Y nosotros contestaremos y les diremos: ¿Alguna vez hablaste con el hermano Malcolm? ¿Alguna vez le tocaste o conseguiste que te sonriera? ¿Le escuchaste alguna vez de verdad? ¿Estuvo personalmente asociado alguna vez con la violencia o con cualquier disturbio público?, porque si lo hubieras hecho le conocerías, y de haberlo conocido, sabrías por qué debemos honrarle. Malcolm fue nuestro orgullo, nuestro orgullo negro viviente, éste es el significado que ha tenido para su pueblo. Y al honrarle a él, honramos lo mejor de nosotros mismos. No importa cuánto hayamos diferido de él, o entre nosotros, sobre su valor como hombre. Dejemos que su partida sirva tan solo para acercarnos los unos a los otros. Entregando sus restos mortales a la Tierra, la madre común de todos. Seguros en el conocimiento de que lo que entregamos a la Tierra ya no es un hombre, sino una semilla que tras el invierno de nuestro descontento resurgirá para encontrarnos. Y entonces le reconoceremos por lo que fue y es: Un príncipe. Nuestro propio y resplandeciente príncipe negro, que no titubeó en morir porque hasta tal punto nos amó.
Malcolm fue enterrado en el Cementerio Ferncliff en Hartsdale (Nueva York). En el lugar de la tumba, tras la ceremonia, sus amigos cogieron las palas y terminaron el entierro ellos mismos. La actriz y activista Ruby Dee (esposa de Ossie Davis) y Juanita Poitier (esposa de Sidney Poitier), establecieron el Comité de Madres Afectadas para recaudar fondos para comprar una casa y pagar los gastos de educación de la familia de Malcolm X.

#### Reacciones a su muerte
Las reacciones al asesinato de Malcolm X fueron variadas. Martin Luther King envió un telegrama a Betty Shabazz expresando su tristeza por «el sorprendente y trágico asesinato de su homólogo».
Aunque no siempre coincidimos en los métodos para resolver los problemas de la raza, siempre tuve un profundo afecto por Malcolm y considero que tenía una gran habilidad para poner el dedo sobre la existencia y la raíz del problema. Fue un elocuente portavoz de su punto de vista y nadie puede dudar honestamente de que Malcolm tuvo una gran preocupación por los problemas a los que nos enfrentamos como raza. Aunque sé que este es un momento difícil para usted, estoy seguro de que Dios le dará fuerza para soportarlo. Le recordaré en mis oraciones y que, por favor, sepa que tiene mi más sentido pésame. Considéreme siempre un amigo y si puedo hacer algo para aliviar la pesada carga que se ve obligada a llevar en este momento, por favor, siéntase libre de llamarme.
Elijah Muhammad dijo en la convención del Día del Salvador del 26 de febrero, que Malcolm «tiene justo lo que él predicó«.
El The New York Times escribió que Malcolm X fue "un hombre extraordinario y retorcido" que "desaprovechó extraña y lastimosamente su vida". El New York Post publicó que "incluso sus críticos más agudos reconocieron su brillantez - a menudo salvaje, imprevisible y excéntrico, pero, sin embargo, poseyendo la promesa que ahora sigue sin realizarse".
La prensa internacional, en particular de África, fue compasiva. El Daily Times de Nigeria escribió que Malcolm X «tendrá un lugar en el palacio de los mártires». El Times de Ghana le comparó con John Brown y Patrice Lumumba entre «una multitud de africanos y americanos que fueron martirizados en la causa de la libertad». El Guangming Daily de Pekín afirmó que «Malcolm fue asesinado porque luchó por la libertad y la igualdad de derechos». En Cuba, El Mundo describió el asesinato como «otro crimen racista para erradicar por la violencia la lucha contra la discriminación».

#### Acusaciones de conspiración
A los pocos días del asesinato, se plantearon dudas sobre en quién recaía la máxima responsabilidad. El 23 de febrero, James Farmer, líder del activismo antirracista, anunció en una conferencia de prensa que los traficantes de droga locales, y no los musulmanes negros, eran los culpables. Otros acusaron al Departamento de Policía de Nueva York, al FBI, o la CIA, citando la falta de protección policial y la facilidad con que los asesinos entraron en el Audubon Ballroom.

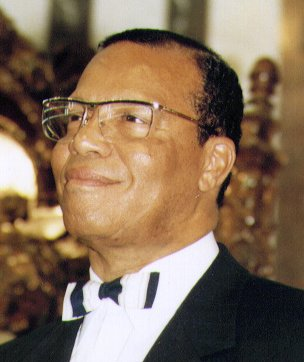
Louis Farrakhan, actual líder de la Nación del Islam, es una de las personas acusadas de haber instigado el asesinato de Malcolm X.

En la década de 1970 se dio a conocer el COINTELPRO y otros programas secretos del FBI cuyo propósito era investigar y desbaratar organizaciones de los derechos civiles durante las décadas de 1950 y 1960. John Ali, secretario nacional de la Nación del Islam, fue identificado como un agente encubierto del FBI. Malcolm X confesó a un periodista que Ali había agravado las tensiones entre él y Elijah Muhammad. Consideró a Ali su «archienemigo» dentro del liderazgo de la Nación del Islam. El 20 de febrero de 1965, la noche antes del asesinato de Malcolm, Ali se reunió con Talmadge Hayer, uno de los hombres condenados por el crimen.
Algunos, incluida la familia Shabazz, acusaron a Louis Farrakhan de estar involucrado en el complot para asesinar a Malcolm X. En un discurso de 1993 pronunciado en el templo de la Nación del Islam en Chicago, Farrakhan parecía jactarse del asesinato y reconocer la responsabilidad de la Nación:
Si actuamos con él como una nación lidia con un traidor, ¿a quién diablos le interesa? Una nación tiene que ser capaz de tratar con traidores y asesinos y renegados.
En 1995 Qubilah Shabazz, hija de Malcolm, fue detenida por participar en un complot para asesinar a Farrakhan.
En una entrevista en el programa de televisión 60 minutos en el año 2000, Farrakhan dijo que algunas de las cosas que dijo pudieron haber conducido al asesinato de Malcolm X. Dijo: «Yo podría haber sido cómplice por lo que dije. Lo reconozco, y lamento que cualquier palabra que dije causara la pérdida de un ser humano». Pocos días después, Farrakhan negó haber »ordenado el asesinato de Malcolm X», aunque reconoció de nuevo que «creé una atmósfera que, en última instancia, condujo al asesinato de Malcolm X».

## Filosofía
A excepción de su autobiografía, Malcolm X no dejó escritos. Su filosofía se conoce casi en su totalidad debido a la multitud de discursos y entrevistas que dio desde 1952 hasta su muerte en 1965. Muchos de los discursos, especialmente desde el último año de su vida, se grabaron y fueron publicados.

### Creencias de la Nación del Islam
Antes de abandonar la Nación del Islam en 1964, Malcolm X enseñó sus creencias en sus discursos. Estos solían contener la frase «El Honorable Elijah Muhammad nos enseña que...». Es prácticamente imposible discernir si las creencias de Malcolm X divergieron de las enseñanzas de la Nación del Islam. En una ocasión Malcolm X se comparó a él mismo con un muñeco de ventrílocuo que solo podía decir lo que Elijah Muhammad le había dicho.
Malcolm X dijo que las personas negras eran las personas originarias del mundo, y que los blancos eran una raza de diablos que fueron creados por un malvado científico llamado Yakub. La Nación del Islam creía que la gente negra era superior a la gente blanca, y que la desaparición de la raza blanca era inminente.
Cuando fue interrogado acerca de sus declaraciones de que los blancos eran diablos, Malcolm X dijo que «la historia demuestra que el hombre blanco es un diablo». Enumeró algunas de las razones históricas que, a su juicio, apoyaban su argumento: «Cualquiera que viole, y saquee, y esclavice, y robe, y lance bombas en pueblos... cualquiera que haga estas cosas no es más que un diablo».
Malcolm X dijo que el islam era la "verdadera religión de la humanidad negra", y que el cristianismo era «la religión del hombre blanco» que había sido impuesta a los afroestadounidenses por sus amos. Dijo que la Nación del Islam seguía al islam de la misma manera que se practica en todo el mundo, pero las enseñanzas de la Nación variaban de las de los otros musulmanes, debido a que estaban adaptadas a la «únicamente lamentable» condición de gente negra en América. Él enseñó que Wallace Fard Muhammad, el fundador de la Nación, era Alá, y que Elijah Muhammad era su mensajero o profeta.
Si bien el movimiento por los derechos civiles luchaba contra la segregación racial, Malcolm X estaba a favor de la completa separación de los afroestadounidenses de los blancos. La Nación del Islam propuso la creación de un país para las personas negras en el sur de Estados Unidos como una medida provisional hasta que los afroestadounidenses pudieran regresar a África. Malcolm X también rechazó la estrategia del movimiento de los derechos civiles de la no violencia y en su lugar recomendó a la gente negra usar cualquier medio necesario para protegerse a sí mismos.

### Opiniones independientes

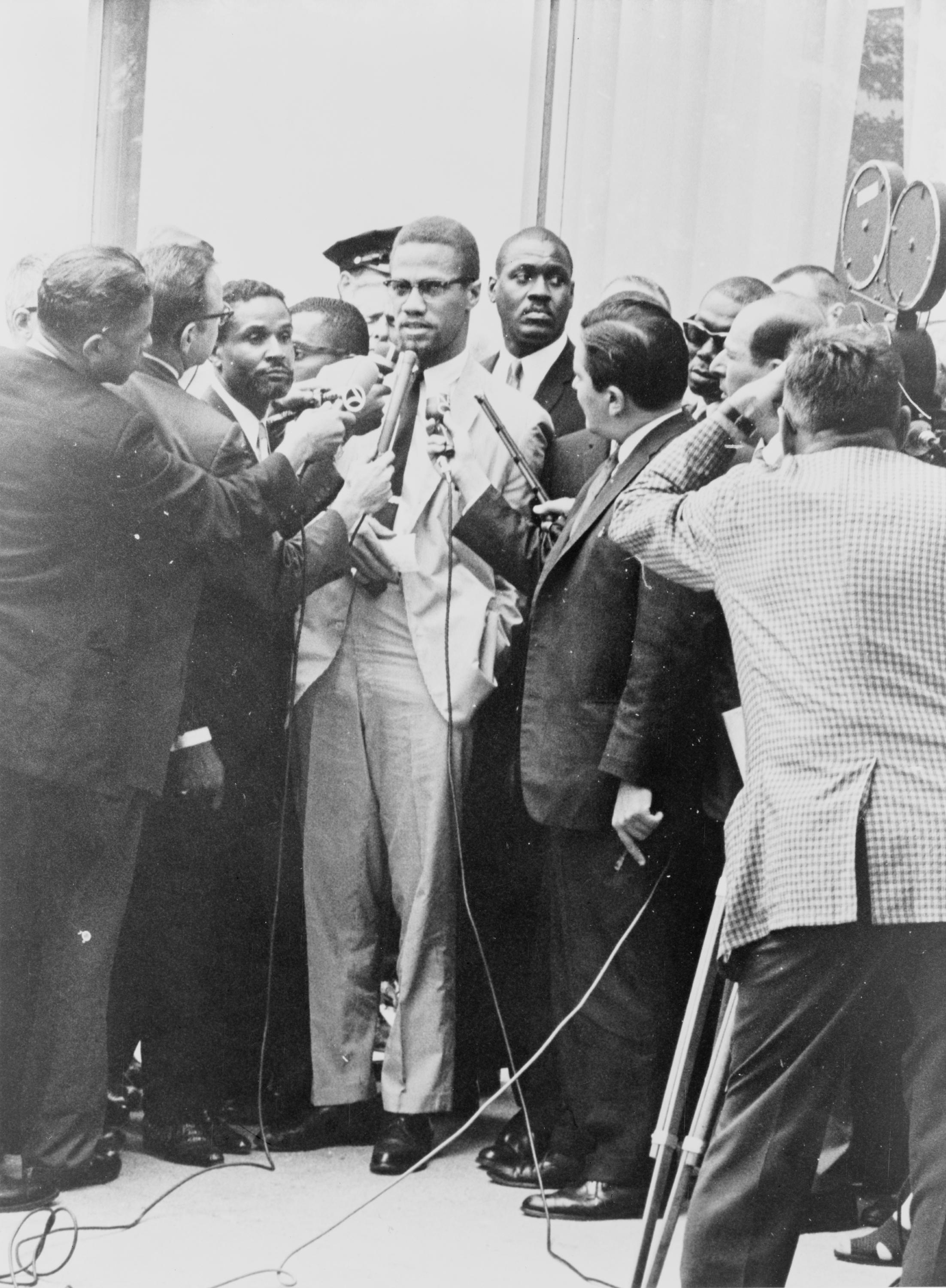
Malcolm X en una conferencia de prensa en 1964.

Después de que abandonara la Nación del Islam, Malcolm X comenzó a articular sus propias opiniones. Durante el último año de su vida, su filosofía fue flexible, y es difícil de categorizar sus opiniones sobre algunos temas. Algunos de los temas a los que Malcolm X volvió con frecuencia en sus discursos demostraron una relativa consistencia de pensamientos.
Tras dejar la Nación, Malcolm X anunció su voluntad de trabajar con los líderes del movimiento por los derechos civiles. Sin embargo, consideraba que el movimiento por los derechos civiles debía cambiar su enfoque a los derechos humanos. Siempre que el movimiento siguiera una lucha por los derechos civiles, la lucha seguía siendo una cuestión interna. Pero, en cambio, una lucha afrodescendiente por la igualdad de derechos como una lucha por los derechos humanos, se podía convertir en un problema internacional y llevar a la denuncia del movimiento ante las Naciones Unidas. Malcolm X pidió a los países emergentes del mundo su apoyo a la causa de los afroestadounidenses.
Malcolm X siguió opinando que los afroestadounidenses tenían derecho de defenderse de los agresores, argumentando que si el gobierno no quería o no podía proteger a las personas negras, debían protegerse a sí mismos «por cualquier medio necesario». También continuó rechazando la no violencia como el único medio para garantizar la igualdad, declarando que él y los demás miembros de la Organización de la Unidad Afroamericana estaban decididos a ganar la libertad, la justicia y la igualdad "por cualquier medio necesario".
Malcolm X hizo hincapié en la perspectiva global que había adquirido de sus viajes internacionales. Enfatizó en la «conexión directa» entre la lucha nacional de los afroestadounidenses por la igualdad de derechos con las luchas de liberación de las naciones del Tercer Mundo. Dijo que los afroestadounidenses tenían razón cuando pensaban en sí mismos como una minoría; en un contexto mundial, las personas negras eran una mayoría, no una minoría.
A pesar de que ya no pedía la separación de los negros de los blancos, Malcolm X siguió abogando por el nacionalismo negro, que él definía como la autodeterminación para la comunidad afrodescendiente. En los últimos meses de su vida, sin embargo, Malcolm X comenzó a reconsiderar su apoyo al nacionalismo negro tras encontrarse con que los revolucionarios de África del Norte eran blancos.
Después de su peregrinación a La Meca, Malcolm X expresó una opinión sobre la gente blanca y el racismo que representaba un profundo cambio en su filosofía en relación con cuando era ministro de la Nación del Islam. En una famosa carta de La Meca, escribió que la gente blanca que había conocido durante su peregrinación le había obligado a «cambiar» su pensamiento sobre la raza y a «echar a un lado algunas de [sus] conclusiones anteriores».
En una conversación de 1965 con Gordon Parks, dos días antes de su asesinato, Malcolm dijo:

Escuchar a líderes como Nasser, Ben Bella y Nkrumah han hecho darme cuenta de los peligros del racismo. Me di cuenta que el racismo no es sólo un problema de blancos y negros. Existen baños de sangre en todas las naciones de la tierra en un momento u otro.

Hermano, ¿recuerdas el momento en el que una chica universitaria blanca entró en el restaurante con el propósito de ayudar a reunir a los musulmanes negros y a los blancos, y yo le dije que no había ninguna remota posibilidad y se fue llorando? Bien, he vivido para lamentar aquel incidente. En muchas partes del continente africano vi a estudiantes blancos ayudar a la gente negra. Algo como esto mata un montón de argumentos. Hice muchas cosas como musulmán negro de las que ahora me lamento. Yo era un zombi por entonces, como todos los musulmanes negros. Estaba hipnotizado. Bueno, supongo que un hombre tiene derecho a hacer el ridículo si está dispuesto a pagar el coste. Esto me costó 12 años.

Esa fue una mala escena, hermano. La enfermedad y la locura de aquellos días... me alegro de estar libre de ellos.

## Legado

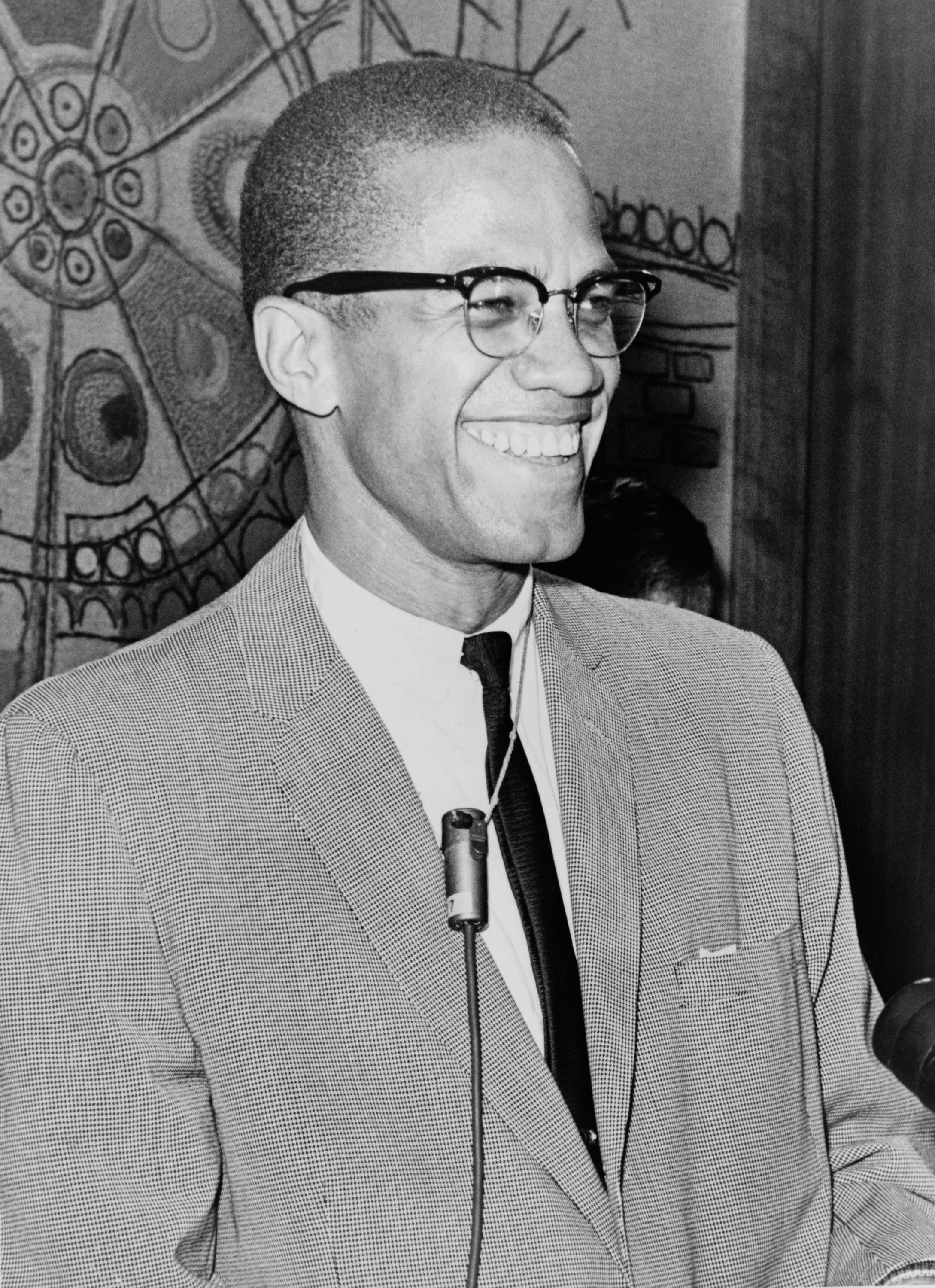
Malcolm X en marzo de 1964.

Malcolm X ha sido descrito como uno de los mayores y más influyentes afroestadounidenses en la historia. Se le acredita el aumento de la autoestima de los estadounidenses negros y volver a conectarles con sus herencias africanas. Es el responsable de la propagación del islam en la comunidad negra de los Estados Unidos.
Muchos afroestadounidenses, especialmente los que vivían en ciudades del norte de Estados Unidos, consideraron que Malcolm X expresaba mejor sus quejas con respecto a la desigualdad que el movimiento por los derechos civiles. Un biógrafo dice que, al expresar su frustración, Malcolm X «»dejaba claro el precio que tenían que pagar los estadounidenses blancos si no accedían a las legítimas demandas de los negros».
A finales de la década de los 60, se convirtió en arquetipo de activista radical, y sus enseñanzas fueron parte de los cimientos sobre los que se construyeron movimientos contundentes: los movimientos Black Power y Black Arts Movement, así como la adopción generalizada del eslogan «Lo negro es bello», se remontan a las raíces de Malcolm X.
Durante finales de los 80 y principios de los 90, hubo un resurgimiento del interés en Malcolm X entre los jóvenes afroestadounidenses, en parte, por su uso como un icono por algunos grupos de hip-hop como Public Enemy. Imágenes de Malcolm X se podían encontrar en camisetas y chaquetas. Esta ola llegó a su punto álgido en 1992 con el lanzamiento de Malcolm X, una esperada película que adaptaba la autobiografía de Malcolm X.

### Malcolm X House Site
El Malcolm X House Site, situado en la 3448 Pinkney Street en el norte de Omaha (Nebraska), es el lugar en el que Malcolm Little vivió sus primeros años con su familia. La casa donde vivía la familia Little fue derribada en 1965 por los propietarios que no sabían de su relación con Malcolm X.
El lugar se incluyó en el Registro Nacional de Lugares Históricos en 1984, y un histórico indicador identifica el terreno debido a la importancia de Malcolm X en la historia estadounidense y la cultura nacional. En 1987, el lugar fue añadido al registro de sitios históricos de Nebraska y se marcó con una placa de estado.

### Representaciones de Malcolm X en el cine y en el escenario

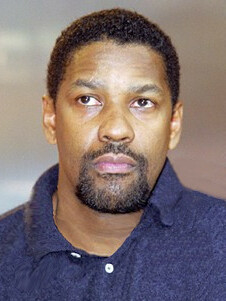
Denzel Washington representó a Malcolm X en la película homónima de 1992, dirigida por Spike Lee.

La película Malcolm X de 1992 fue dirigida por Spike Lee y está basada en la autobiografía de Malcolm X. Fue protagonizada por Denzel Washington, Betty Shabazz por Angela Bassett y Elijah Muhammad por Al Freeman, Jr.. Tanto el crítico Roger Ebert como el director Martin Scorsese nombraron a la película una de las diez mejores de la década de 1990.
Washington ya actuó con el papel de Malcolm X en 1981 en el Off-Broadway en la obra When the Chickens Came Home to Roost. Algunos actores que han representado a Malcolm X son:

#### Cine
- James Earl Jones en la película The Greatest (1977).[201]
- Denzel Washington en la película Malcolm X (1992).
- Mario Van Peebles en la película Ali (2001).[202]
- Kingsley Ben-Adir en la película One Night in Miami (2020).[203]

#### Televisión
- Dick Anthony Williams en la miniserie de televisión King (1978) y en la producción de Jeff Stetson The Meeting de la serie American Playhouse (1989).[204][205]
- Al Freeman, Jr. en la miniserie de televisión Roots: The Next Generations (1979).[206]
- Morgan Freeman en la serie Death of a Prophet (1981).[207]
- Gary Dourdan en la serie King of the World (2000).[208]
- Joe Morton en la serie Ali: An American Hero (2000).[209]
- Nigel Thatch en la serie Godfather of Harlem (2019).
- Aaron Pierre en la cuarta temporada de la serie Genius (2024).

#### Teatro
- Denzel Washington en la obra When the Chickens Came Home to Roost (Off-Broadway, 1981).

#### Ópera
- Ben Holt en la ópera X (The Life and Times of Malcolm X) (1986).[210]

### Escuelas y calles nombradas en honor a Malcolm X

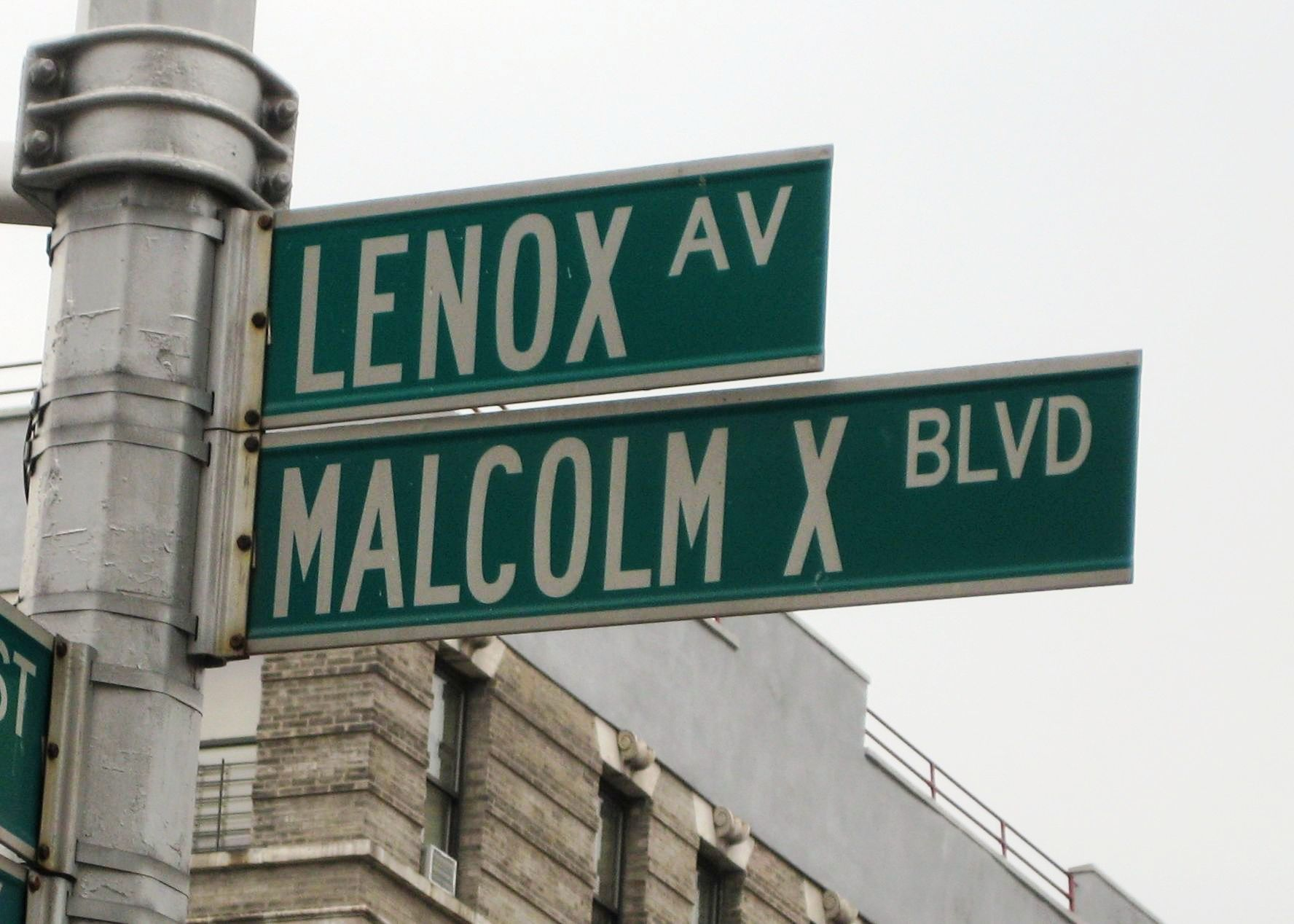
Malcolm X Boulevard en Nueva York.

Docenas de escuelas han sido nombradas en honor a Malcolm X, incluidos el Malcolm X Shabazz High School en Newark (Nueva Jersey), el Malcolm Shabazz City High School en Madison (Wisconsin), y el Malcolm X College en Chicago (Illinois).
También muchas calles han sido renombradas tras Malcolm X. En Nueva York, la avenida Lenox pasó a denominarse Malcolm X Boulevard a finales de los años 80. El nombre de la calle Reid, en Brooklyn (Nueva York), se cambió por el de Malcolm X Boulevard en 1985. En 1997, la avenida Oakland en Dallas (Texas), fue renombrada a Malcolm X Boulevard.

### Malcolm X & Dr. Betty Shabazz Memorial & Educational Center
En 2005, la Universidad de Columbia anunció la apertura del Malcolm X & Dr. Betty Shabazz Memorial & Educational Center, localizado en el Audubon Ballroom, donde Malcolm X fue asesinado.

## Escritos publicados
- The Autobiography of Malcolm X. With the assistance of Alex Haley. New York: Grove Press, 1965.
- Malcolm X Speaks: Selected Speeches and Statements. George Breitman, ed. New York: Merit Publishers, 1965.
- Malcolm X Talks to Young People. New York: Young Socialist Alliance, 1965.
- Two Speeches by Malcolm X. New York: Pathfinder Press, 1965.
- Malcolm X on Afro-American History. New York: Merit Publishers, 1967.
- The Speeches of Malcolm X at Harvard. Archie Epps, ed. New York: Morrow, 1968.
- By Any Means Necessary: Speeches, Interviews, and a Letter by Malcolm X. George Breitman, ed. New York: Pathfinder Press, 1970.
- The End of White World Supremacy: Four Speeches by Malcolm X. Benjamin Karim, ed. New York: Monthly Review Press, 1971.
- The Last Speeches. Bruce Perry, ed. New York: Pathfinder Press, 1989. ISBN 978-0-87348-543-2.
- Malcolm X Talks to Young People: Speeches in the United States, Britain, and Africa. Steve Clark, ed. New York: Pathfinder Press, 1991. ISBN 978-0-87348-962-1.
- February 1965: The Final Speeches. Steve Clark, ed. New York: Pathfinder Press, 1992. ISBN 978-0-87348-749-8.
- The Diary of Malcolm X: 1964. Herb Boyd e Ilyasah Shabazz, eds. Chicago: Third World Press, 2013. ISBN 978-0-88378-351-1.
- El Nacionalismo negro en Estados Unidos. Theodore Draper, ed. Alianza Editorial, 1972. ISBN mkt0002650213.